# Краснолобая мадагаскарская кукушка
Краснолобая мадагаска́рская куку́шка (лат. Coua reynaudii) — вид птиц из семейства кукушковых (Cuculidae). Подвидов не выделяют. Эндемик острова Мадагаскар. Видовое название дано в честь французского философа и политика Жана Рейно (фр. Jules Pierre Verreaux, 1806—1863).

## Описание
Краснолобая мадагаскарская кукушка достигает длины 38—40 см и массы от 128 до 175 г. Половой диморфизм не выражен. Верхняя часть тела у взрослых особей оливково-зелёного цвета. Макушка рыжеватая, лицо черноватое. Длинный хвост зелёного цвета с голубым блеском и тёмным кончиком. Нижняя часть тела тёмно-серая. Голая кожа вокруг глаз голубая, радужная оболочка коричневая, клюв чёрный. У молодых особей голова и шея тускло-рыжевато-коричневого цвета, кроющие перья крыла и маховые перья на концах рыжеватые, нижняя часть тела тускло-рыжая, клюв жёлтый.
Крик представляет собой повторяющийся, краткий, хриплый, жалобный «koo-ah», уменьшающийся по громкости.

## Распространение и места обитания
Краснолобая мадагаскарская кукушка является эндемиком Мадагаскара. Распространена преимущественно на севере и востоке Мадагаскара.
Естественными местами обитания являются густые заросли в нетронутых тропических лесах, особенно заросли среди поваленных деревьев и веток, а также заросшие кустарником поляны и сухие леса на западе ареала. Ведёт наземный образ жизни, но гнездится на деревьях. Встречается от уровня моря до высоты 2500 м над уровнем моря.

## Биология
Краснолобая мадагаскарская кукушка ведёт оседлый образ жизни. Обычно медленно передвигается по лесной подстилке и низким травам, взбирается на наклонные стволы, отдыхает на деревьях. В состав рациона входят насекомые (жуки, кузнечики, гусеницы), иногда ящерицы, а также плоды и семена.
Сезон размножения продолжается с августа по январь. Моногамный вид. Не является гнездовым паразитом. Гнездо в форме неглубокой чашечки диаметром около 19 см и высотой 9 см, со стенками толщиной 5 см, сооружается из
сухих стеблей, пальмовых волокон и крупных листьев и размещается на высоте 5—7 м от земли в основании первых листьев пандана или папоротника. В кладке два матово-белых яйца, размером 36 х 28 мм.